# Dlouhohlávka mexická
Dlouhohlávka mexická (Dermatemys mawii) je druh želvy z čeledi Dermatemydidae, které je jediný žijící taxon. Jde o jediný druh rodu Dermatemys. Vyskytuje se v Belize, Guatemale, Mexiku a zřejmě i v Hondurasu. Jde o býložravou želvu a z vody se nevynoří ani proto, aby se vyhřívala.
Vejce tohoto druhu vydrží několik týdnů pod vodou. Kdysi si někteří vědci dokonce mysleli, že pod vodou hnízdí, což se vysvětluje tím, že oblast navštívili v době povodní, které oblast zaplavily i na několik týdnů.
Starověké civilizace ji využívaly na zbraně nebo hudební nástroje. Nejčastěji bohatí ji jedli. Zbytky této želvy se našly i v oblastech, kde se nevyskytuje, proto ji zřejmě kultury vyvážely.
Jde o kriticky ohrožený taxon.
Od roku 2006 byla chována v následujících zoologických zahradách: Veracruz Aquarium, Chicago Zoo, Detroit Zoo, Philadelphia Zoo (s největším počtem exemplářů) a Guatemala City Zoo (s pouze jedním exemplářem). Želva se vyskytuje i v ZOO Praha.